# Fissistigma shangtzeense
Fissistigma shangtzeense là loài thực vật có hoa thuộc họ Na. Loài này được P.T.Li mô tả khoa học đầu tiên năm 2000.